# Анібал Борис Олексійович
Борис Олексійович Анібал (справж. прізв. Масаїнов, 1900—1962) — російський радянський нарисовець, літературний критик, журналіст, поет, письменник-фантаст.

## Життєпис
Народився 30 січня (11 лютого) 1900 року в місті Данилові Ярославської губернії в багатодітній родині почесного громадянина міста, купця Олексія Никифировича Масаїнова, який успішно займався гуртовим продажем чаю і цукру. Мати — Віра Олександрівна, уроджена Баранова. По батькові був нащадком князя Василя Володимировича Рубець-Масальского, по матері — праправнуком Баранова Олександра Андрійовича, першого головного правителя російських поселень в Америці. Бабуся з боку матері Бориса, у хрещенні Ганна Григорівна, була чистокровною американською індіанкою, дочкою вождя з племені денайна. Його старший брат, Олексій Масаїнов-Масальський (1888—1971) до революції друкувався в альманахах футуристів, потім емігрував до США.
Навчався в реальному училищі. У 1917 році разом з сім'єю переїхав до Москви.

## Творчість
Літературною діяльністю почав займатися з 17 років, написавши повісті «Автобіографія» і «Смерть Люби» (остання була опублікована в «Даниловських хроніках»).
З 1922 року публікував у радянській пресі рецензії на книги під псевдонімом Борис Анібал — в альманасі «Ранки», журналах «Новий світ», «30 днів», «Прожектор». Часто також виступав зі статтями про поезію, іноді — з пародіями. Використовував також псевдоніми Б. Алексєєв, Ганнібал, Г. Анібал, Борис Брюс. Публікував «фабричні нариси», зібрані в 1930 році в книгу «Час, справи і люди». Максим Горький відгукнувся про книгу критично:
|  | «Час, справи, люди» Анібала — млявий і поверхневий опис пошивної фабрики, причому автор «ні в тин ні в ворота» виблискує знанням міфології. Оригінальний текст (рос.) «Время, дела, люди» Анибала — вялое и поверхностное описание пошивочной фабрики, причём автор «ни к селу ни к городу» блещет знанием мифологии. |

У 1940 році опублікував один з небагатьох своїх белетристичних творів — науково-фантастичну повість «Моряки Всесвіту».
Після Великої Вітчизняної війни до белетристики не повернувся, друкував рецензії і нариси. Остання відома публікація датована 1957 роком.
Залишив спогади «Моє дитинство в Данилові».

### Повість «Моряки Всесвіту»
Анібал цікавився науковою фантастикою ще в 1920-ті роки — збереглося кілька рецензій на фантастичні книги, зокрема — критичний відгук на відомий роман Курда Лассвіца «На двох планетах».
У 1939 році ЦК ВЛКСМ у спеціальній постанові про журнал «Знання — сила» запропонував редакції знову друкувати науково-фантастичні твори. Першим досвідом журналу в цьому напрямку, а також єдиним зверненням Анібала до фантастики була повість «Моряки Всесвіту», опублікована в № 1-5 за 1940 рік.
Сюжет повісті простий. Радянський уряд організовує перший міжпланетний переліт на ракеті з екіпажем з трьох осіб за маршрутом Земля — Марс — Земля з короткочасною висадкою на Марсі. Експедиція знаходить там залишки загиблої цивілізації, а також рукопис атланта, що колись потрапив на Марс.
За словами дослідника фантастики А. Первушина, «…автор примудрився зібрати в одному тексті майже всі фірмові кліше „марсіянського“ роману. І хоча нової якості не вийшло, повість написана на хорошому середньому рівні».

## Публікації
- Анибал Б. Преступление работницы Прасловой, очерк. // Новый мир. — 1930. — № 1. — С. 180.
- Анибал Б. Время, дела и люди, очерк. // Новый мир. — 1930. — № 10. — С. 147.
- Анибал Б. Время, дела и люди. — Федерация, 1930.
- Анибал Б. Моряки Вселенной // Знание — сила. — 1940. — № 1—5.
- Анибал Б. Моряки Вселенной (отрывок) // Уральский следопыт. — 1977. — № 8.
- Анибал Б. Моряки Вселенной. — Екатеринбург : Тардис, 2010. — 68 с. — 1300 екз. — ISBN 5-17-026357-6.